# 移住・交流推進機構
一般社団法人移住・交流推進機構（いじゅう・こうりゅうすいしんきこう）は、都市から地方への移住、都市と農山漁村地域の交流を推進し、人口減少社会における地域の活性化に寄与することを目的とした一般社団法人である。
英称であるJapan Organization for Internal Migrationの頭文字を取ったJOINを略称として使用している。

## 概要
平成18年3月に総務省で発足した「人口減少自治体の活性化に関する研究会」の中で、人口減少自治体への人材誘致・移住政策のあり方に対して“自治体と企業による全国的な推進体制の早期立上げ”が提言されたことを受け、平成19年10月に任意団体として誕生した。
定款に定める設立目的は「豊かな自然環境に恵まれた地方に新しい生活、可能性を求め、移住･交流を希望する者への情報発信や、ニーズに応じた地域サービスを提供するシステムの普及を行うことにより、都市から地方への移住･交流を推進するとともに、関係人口の創出を支援し、もって人口減少社会における地域の振興に寄与することを目的とする」である。
平成26年4月に任意団体から一般社団法人へ移行した。

## 主な事業

### 移住・交流希望者への情報発信
Webサイト「ニッポン移住・交流ナビ」にて、自治体情報、地域のイベント・仕事・住まい情報といった移住希望者が求める情報を発信している。また、全国の自治体が集まり相談ブースを設置する「JOIN移住･交流＆地域おこしフェア」を年１回開催しており、地域との接点“きっかけ”を生んでいる。

### 会員マッチング支援
JOINの会員は1474の自治体と61の民間企業（令和6年4月時点）で構成されている。都市から地方への移住･交流を進めていくため、自治体と民間企業のマッチング支援を行っている。

### 地域おこし協力隊支援
移住・交流希望者の中で地域おこし協力隊員を目指している人、現役の協力隊員、卒業後の協力隊員といったステージごとに適した情報提供や起業支援事業を行っている。また、協力隊員を募集している自治体に対しても募集方法に関するアドバイスや、ホームページにて協力隊員情報を公開する場を提供している。